# Just Patti
| Recensione | Giudizio |
| ---------- | -------- |
| AllMusic   |          |

Just Patti è un album discografico di Patti Page, pubblicato dalla casa discografica Mercury Records nel dicembre del 1954.

## Tracce

### LP
Lato A
1. Everything I Have Is Yours – 3:07 (Harold Adamson, Burton Lane) – Registrato il 10 novembre 1953
2. Don't Blame Me – 3:04 (Dorothy Fields, Jimmy McHugh) – Registrato il 10 novembre 1953
3. A Ghost of a Chance – 3:16 (Bing Crosby, Ned Washington, Victor Young) – Registrato il 10 novembre 1953
4. We Just Couldn't Say Goodbye – 3:07 (Harry Woods) – Registrato il 10 novembre 1953

Lato B
1. I'm Getting Sentimental Over You – 2:57 (Ned Washington, George Bassman) – Registrato il 10 novembre 1953
2. Try a Little Tenderness – 2:57 (Jimmy Campbell, Reg Connelly, Harry M. Woods) – Registrato il 10 novembre 1953
3. Under a Blanket of Blue – 3:06 (Marty Symes, Al J. Neiburg, Jerry Livingston) – Registrato il 10 novembre 1953
4. Sweet and Lovely – 2:54 (Harry Tobias, Gus Arnheim, Charles N. Daniels) – Registrato il 21 dicembre 1953

- Durata brani ricavati dalla Compilation (su 4 CD) dal titolo Vol. 1 - Eight Classic Albums (Real Gone Records, RGMCD 123)

## Musicisti
- Patti Page – voce
- Jack Rael – conduttore orchestra